# 马拉克耶沃农村居民点
马拉克耶沃农村居民点（俄语：Малакеевское сельское поселение）是俄罗斯联邦别尔哥罗德州韦伊杰列夫卡区所属的一个农村居民点。其下辖有9个居民点，行政中心为马拉克耶沃。据2016年统计，该农村居民点的人口为1470人。